# 帝力港灯塔
帝力港灯塔（葡萄牙語：Farol do Porto de Díli）是一个位于东帝汶帝力港的灯塔。

## 历史

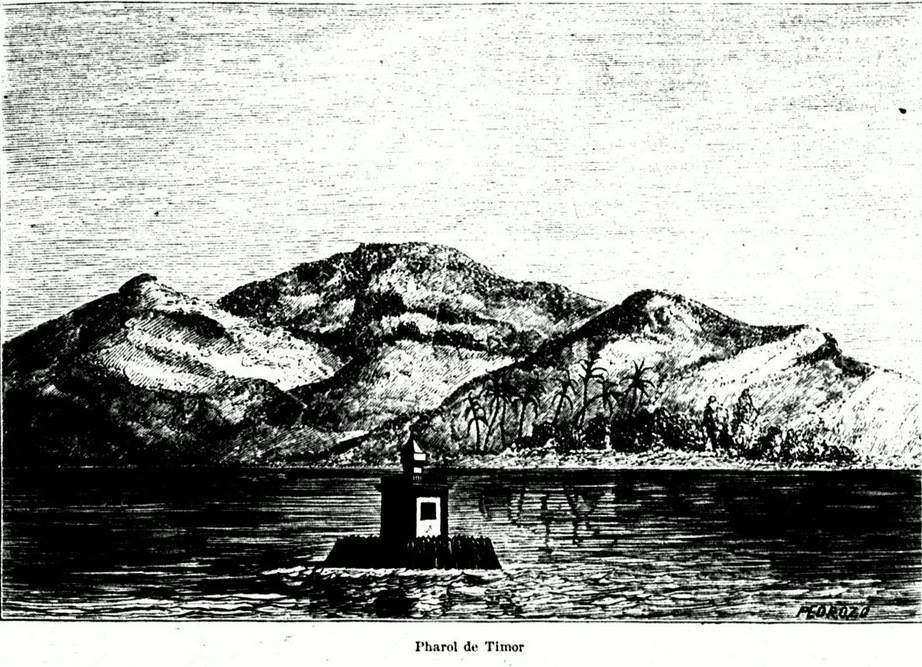
1864年的帝力港灯塔

在帝力港灯塔建设之前，在该塔建址附近曾有一个高度仅有7米的小型灯塔。由于随着城市的发展，该小型灯塔所发出的光已不能被进出港口的船员们轻易分辨，故该小型灯塔于1860年代被拆除，取而代之的便是新的帝力港灯塔。不过，这个小型灯塔的建造历史暂未被考证。然而，有证据表明，在何塞·曼努埃尔·佩雷拉·德·阿尔梅达担任葡屬帝汶总督期间（即1863-1864年），帝力港曾有一座3.75米高的灯塔。
帝力港灯塔的建设工作于1889年正式开始。同年，灯塔的砌体结构基础已被建好。随后，在1892年和1893年出版的帝力港地图均出现了新灯塔的标记。1896年，帝力港灯塔正式竣工。
1932年，由于建筑主体老化，帝力港灯塔曾被翻新。在东帝汶日占时期结束后，1948至1949年，帝力港灯塔被再次翻新。其中，1948至1949年的翻新工程还包括了灯塔平台的美化工程。1949年，摩太大道对侧一棟在日占时期之前就已存在的房子被改建为帝力港灯塔看守人的住所。

## 建筑
目前，帝力港灯塔由17米高的的八角形金属结构构成。该灯塔从巨大的砖石基座上拔地而起，顶部有一个笼形监视屋和廊道。